# Рейкьявикская средняя школа второй ступени
Рейкьявикская средняя школа второй ступени (исл. Menntaskólinn í Reykjavík, MR) — средняя школа второй ступени. Старейшая школа в стране, преемница Скаульхольтской школы, основание которой традиционно датируется 1056 годом — годом поставления епископа Ислейва. После переездов (1786, 1805) с 1846 года действует на улице Лайкьяргата в Рейкьявике, столице Исландии.
Обучение завершает выпускной экзамен на аттестат зрелости (stúdentspróf), дающий право поступления на бакалаврскую программу высшего образования. Подготовка к экзамену занимает 4 года (с 16 до 20 лет) и доступна любому, окончившему 10 лет обязательной школы (grunnskóli).

## История

### Скаульхольтская школа (1056—1784)
Основание школы (Skálholtsskóli) в Скаульхольте традиционно датируется 1056 годом — годом поставления епископа Ислейва, который обучал мальчиков. Двое из его учеников стали епископами.

### Хоулаведлирская школа (1786—1805)
Епископская резиденция была полностью разрушена сильным землетрясением 1784 года в середине периода Моудюхардиндин, епископ Скаульхольта Финнюр Йоунссон вынужден был переехать в Рейкьявик. В 1786 году Скаульхольтская школа переехала в Хоулаведлир в Рейкьявик и была названа Хоулаведлирской школой (Hólavallaskóli). В 1801 году упразднён диоцез Хоулара и в Исландии остался только один епископ и одна школа.

### Бессастадирская школа (1805—1846)

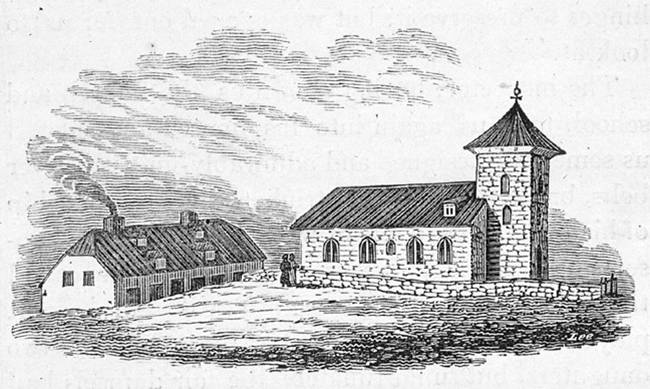
Бессастадир в 1834 году. Художник Джон Барроу

В 1805 году Хоулаведлирская школа переехала в Бессастадир, резиденцию стифтамтмана Оулавюра Стефенсена и была названа Бессастадирской школой (Bessastaðaskóli). В школе учились основатели журнала Fjölnir Конрад Гисласон и Йоунас Хадльгримссон и другие лидеры борьбы Исландии за независимость от Дании, а также поэт Бенедикт Грёндаль (1826–1907).

### Школа на улице Лайкьяргата (с 1846)

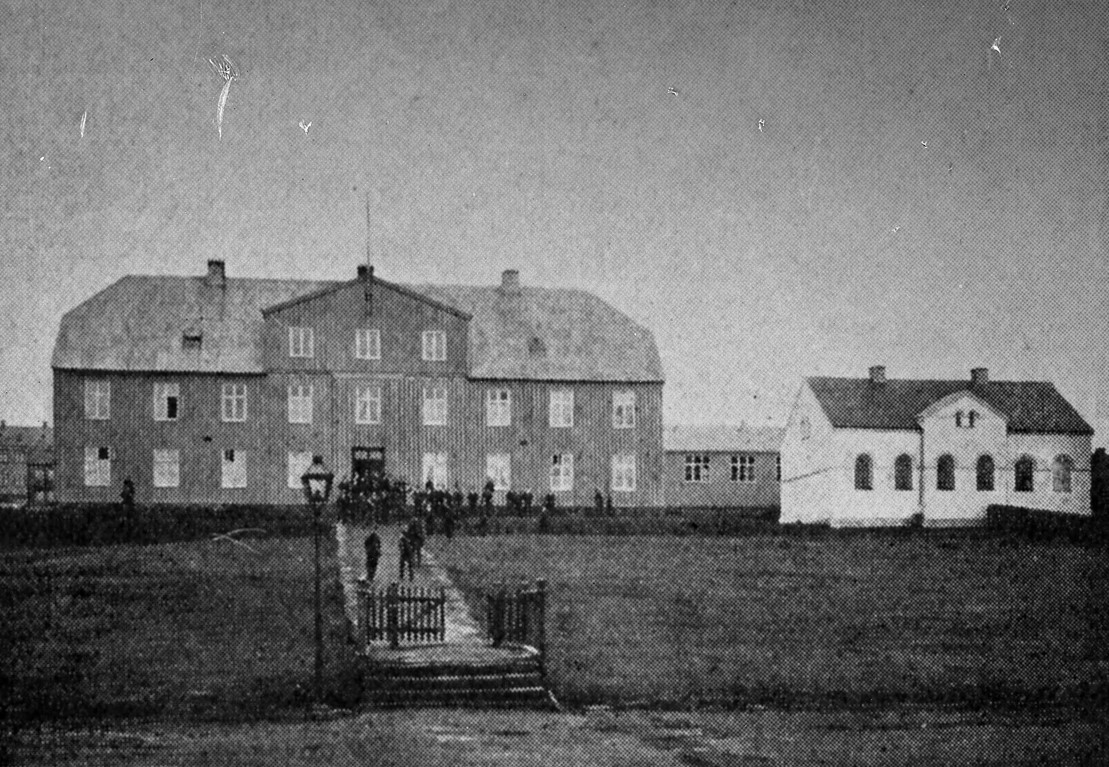
Латинская школа (ок. 1900—1920). Фотограф Ворм-Петерсен, Северин

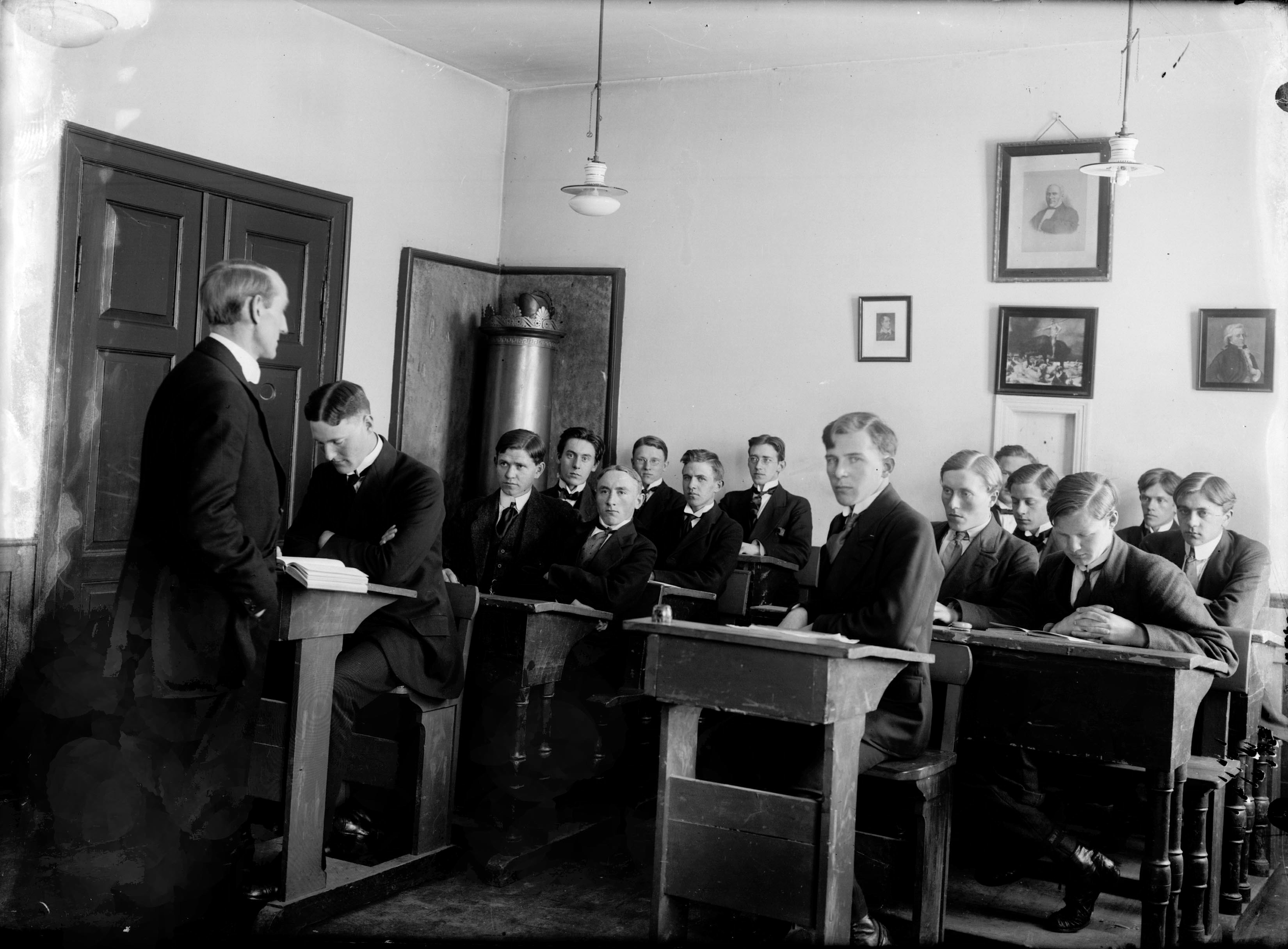
Класс в латинской школе в 1918/1919 учебном году. Фотограф Магнус Оулафссон

В 1846 года Бессастадирская школа переехала в Рейкьявик. Для школы было построено большое здание на улице Лайкьяргата, изображённое на обратной стороне современной банкноты номиналом 500 крон. Первым ректором стал Свейнбьёдн Эйильссон, которого учащиеся свергли. 17 января 1850 года учащиеся школы, возглавляемые Аднльоутюром Оулафссоном, прошли маршем, скандируя Pereat (с лат. — «долой его!»).
В школе каждое второе лето собирался альтинг, воссозданный указом короля Дании Кристиана VIII от 8 марта 1843 года под влиянием Йоуна Сигюрдссона, пока в 1880 не было построено здание альтинга.
В связи с «Весной народов» (революциями 1848—1849 годов) по инициативе короля Дании Фредерика VII было созвано Учредительное собрание, которое 5 июня 1849 года одобрило Конституцию Дании. В 1851 году в здании школы начало работу Национальное собрание. Стифтамтман (губернатор) Йёрген Дитлев Трампе распустил собрание.
До 1904 года школа официально называлась Hinn lærði skóli Reykjavíkur, известна была как латинская школа (Latínuskólinn, Lsk.). В 1904 году школа получила название Hinn almenni menntaskóli í Reykjavík, в 1937 году —  Menntaskólinn í Reykjavík.

### Театральная жизнь
Учащиеся Скаульхольтской школы с 1720 года ставили первые театральные постановки в Исландии и до второй половины XIX века школа оставалась единственным центром театральной жизни страны. 
Учащимися латинской школы в Рейкьявике были поэты Кристьяун Йоунссон, Вальдимар Брием и Йоун Оулафссон, каждый из которых писал пьесы, которые ставились в школе.
В 1871 году в школе была поставлена пьеса «Новогодняя ночь» Индриди Эйнарссона.

### Совместное обучение
До 1904 года девочки не могли поступить в школу. В 1904 году обучение стало совместным, весной того же года вступительный экзамен сдала Лёйвей Вальдимарсдоуттир (Laufey Valdimarsdóttir; 1890—1945), дочь феминистки Бриет Бьяднхединсдоуттир (Bríet Bjarnhéðinsdóttir; 1856–1940) и писателя и главного редактора журнала Fjallkonan Вальдимара Аусмюндссона (1852—1902), став первой девочкой, поступившей в школу. Из-за этого ей пришлось столкнуться с бо́льшим вниманием со стороны мальчиков. Её одноклассником был драматург Гвюдмюндюр Камбан. В 1910 году Лёйвей Вальдимарсдоуттир с отличием сдала выпускной экзамен.